# Xeromelissa obscura
Xeromelissa obscura är en biart som först beskrevs av Toro 1981.  Xeromelissa obscura ingår i släktet Xeromelissa och familjen korttungebin. Inga underarter finns listade i Catalogue of Life.